# El Forn
El Forn è un villaggio di Andorra, nella parte meridionale della parrocchia di Canillo, vicino al confine con la parrocchia di Encamp con 73 abitanti (dato 2010).